# Laetitia Masson
Laetitia Masson (Épinal, 18 agosto 1966) è una regista e sceneggiatrice francese.

## Biografia
Figlia di due insegnanti, si è laureata alla scuola di cinema La Fémis nel 1991. Già seconda assistente operatrice de La bella scontrosa di Jacques Rivette, ha esordito dirigendo l'attrice Sandrine Kiberlain nel trittico di film En avoir (ou pas), À vendre - In vendita e Love Me. Grazie al primo ha ricevuto due premi al Festival di Berlino 1996 ed è stata candidata al Premio César per la migliore opera prima; il secondo è stato invece presentato nella sezione Un Certain Regard al Festival di Cannes 1998, mentre il terzo ha concorso per l'Orso d'oro al Festival di Berlino 2000. A seguito del flop commerciale de La Repentie (2002), che avrebbe dovuto segnare il ritorno sulle scene di Isabelle Adjani, è attiva principalmente in TV o in film di più basso profilo.

## Filmografia

### Regista e sceneggiatrice

#### Cortometraggi
- Les Petits Bateaux (1988)
- Chant de guerre parisien (1991)
- Nulle part (1993)
- Vertige de l'amour (1994)[7]
- Je suis venue te dire... (1996)
- Emmenez-la (2001)[8]

#### Lungometraggi
- En avoir (ou pas) (1995)
- À vendre - In vendita (À vendre) (1998)
- Love Me (2000)
- La Repentie (2002)
- Pourquoi (pas) le Brésil (2004)
- Coupable (2008)
- GHB (2014)
- Un hiver en été (2023)

#### Televisione
- X Femmes – serie TV, episodio 1x04 (2008)
- Petite Fille – film TV (2011)
- Aurore – miniserie TV, 3 puntate (2018)
- Chevrotine – film TV (2022)

### Attrice
- Les Dernières Heures du millénaire, regia di Cédric Kahn – cortometraggio (1990)
- Le persone normali non hanno niente di eccezionale (Les gens normaux n'ont rien d'exceptionnel), regia di Laurence Ferreira Barbosa (1993)
- Il caso Goldman (Le Procès Goldman), regia di Cédric Kahn (2023)

### Sceneggiatrice
- Nouvelle Vague, regia di Richard Linklater (2025)